# Municipio de Brown (condado de Montgomery)
El municipio de Brown (en inglés: Brown Township) es un municipio ubicado en el condado de Montgomery en el estado estadounidense de Indiana. En el año 2010 tenía una población de 1719 habitantes y una densidad poblacional de 12,24 personas por km².

## Geografía
El municipio de Brown se encuentra ubicado en las coordenadas 39°54′46″N 87°0′27″O / 39.91278, -87.00750. Según la Oficina del Censo de los Estados Unidos, el municipio tiene una superficie total de 140.42 km², de la cual 139,22 km² corresponden a tierra firme y (0,86 %) 1,21 km² es agua.

## Demografía
Según el censo de 2010, había 1719 personas residiendo en el municipio de Brown. La densidad de población era de 12,24 hab./km². De los 1719 habitantes, el municipio de Brown estaba compuesto por el 98,14 % blancos, el 0,12 % eran afroamericanos, el 0,29 % eran amerindios, el 0,52 % eran de otras razas y el 0,93 % eran de una mezcla de razas. Del total de la población el 1,63 % eran hispanos o latinos de cualquier raza.